# Sargocentron inaequalis
Sargocentron inaequalis là một loài cá biển thuộc chi Sargocentron trong họ Cá sơn đá. Loài này được mô tả lần đầu tiên vào năm 1985.

## Từ nguyên
Tính từ định danh inaequalis trong tiếng Latinh có nghĩa là "không bằng nhau", hàm ý đề cập đến độ dài đa dạng của các gai nhỏ ở rìa sau nắp mang của loài cá này.

## Phân loại
Dornburg và cộng sự (2012) đã đề xuất chuyển S. coruscum sang chi Neoniphon dựa vào phát sinh chủng loại phân tử của họ, tuy nhiên điều này vẫn chưa được chấp nhận rộng rãi.

## Phân bố và môi trường sống
S. inaequalis có phân bố tập trung chủ yếu ở Tây Ấn Độ Dương, được ghi nhận tại quần đảo Comoro, Seychelles, Réunion, quần đảo Chagos và bờ tây Ấn Độ. Có ghi nhận về sự xuất hiện của loài này tại Kiribati ở Trung Thái Bình Dương nhưng cần thêm phân tích kiểu gen.
S. inaequalis sống trên các rạn san hô trong đầm phá, được tìm thấy ở độ sâu khoảng 6–10 m.

## Mô tả
Chiều dài cơ thể lớn nhất được ghi nhận ở S. inaequalis là 12 cm. Loài này có màu đỏ nhạt, rìa vảy đỏ đậm hơn với các sọc đỏ tươi dọc theo các hàng vảy ở hai bên lườn.
Số gai ở vây lưng: 11; Số tia vây ở vây lưng: 13; Số gai ở vây hậu môn: 4 (gai thứ 3 dài nhất); Số tia vây ở vây hậu môn: 9.